# Новогуляївка
Новогуля́ївка — село Ширяївської селищної громади у Березівському районі Одеської області. Населення становить 143 осіб.

## Населення
Згідно з переписом УРСР 1989 року чисельність наявного населення села становила 112 осіб, з яких 44 чоловіки та 68 жінок.
За переписом населення України 2001 року в селі мешкала 141 особа.

### Мова
Розподіл населення за рідною мовою за даними перепису 2001 року:
| Мова       | Відсоток |
| ---------- | -------- |
| українська | 90,21 %  |
| російська  | 6,29 %   |
| молдовська | 3,50 %   |